# Leonard Nitz
Leonard Harvey Nitz (ur. 30 września 1956 w Hamilton) – amerykański kolarz torowy i szosowy, dwukrotny medalista igrzysk olimpijskich oraz torowych mistrzostw świata.

## Kariera
Pierwsze sukcesy w karierze Leonard Nitz osiągnął w 1975 roku, kiedy zdobył brązowy medal mistrzostw kraju w indywidualnym wyścigu na dochodzenie. Już rok później wystartował na igrzyskach olimpijskich w Montrealu, gdzie w tej konkurencji zajął dziewiętnaste miejsce, a wraz z kolegami zajął dziesiątą pozycję. Na mistrzostwach świata w Brnie w 1981 roku Nitz zdobył srebrny medal w wyścigu punktowym amatorów, ulegając jedynie Lutzowi Haueisenowi z NRD. Najbardziej udaną impreza w jego karierze były jednak igrzyska olimpijskie w Los Angeles w 1984 roku, gdzie Amerykanie w składzie: Dave Grylls, Steve Hegg, Pat McDonough, Leonard Nitz i Brent Emery zdobyli srebrny medal w drużynie, a indywidualnie Leonard był trzeci za Heggiem i Rolfem Gölzem z RFN. Dwa lata później, podczas mistrzostw świata w Colorado Springs zdobył brązowy medal w wyścigu punktowym, ulegając jedynie Duńczykowi Danowi Frostowi i Olafowi Ludwigowi z NRD. Ponadto zdobył złoty medal w drużynowym wyścigu na dochodzenie i brązowy indywidualnie na rozgrywanych w 1987 roku igrzyskach panamerykańskich w Indianapolis. Startował również w wyścigach szosowych, ale bez większych sukcesów.